# Vierge consacrée

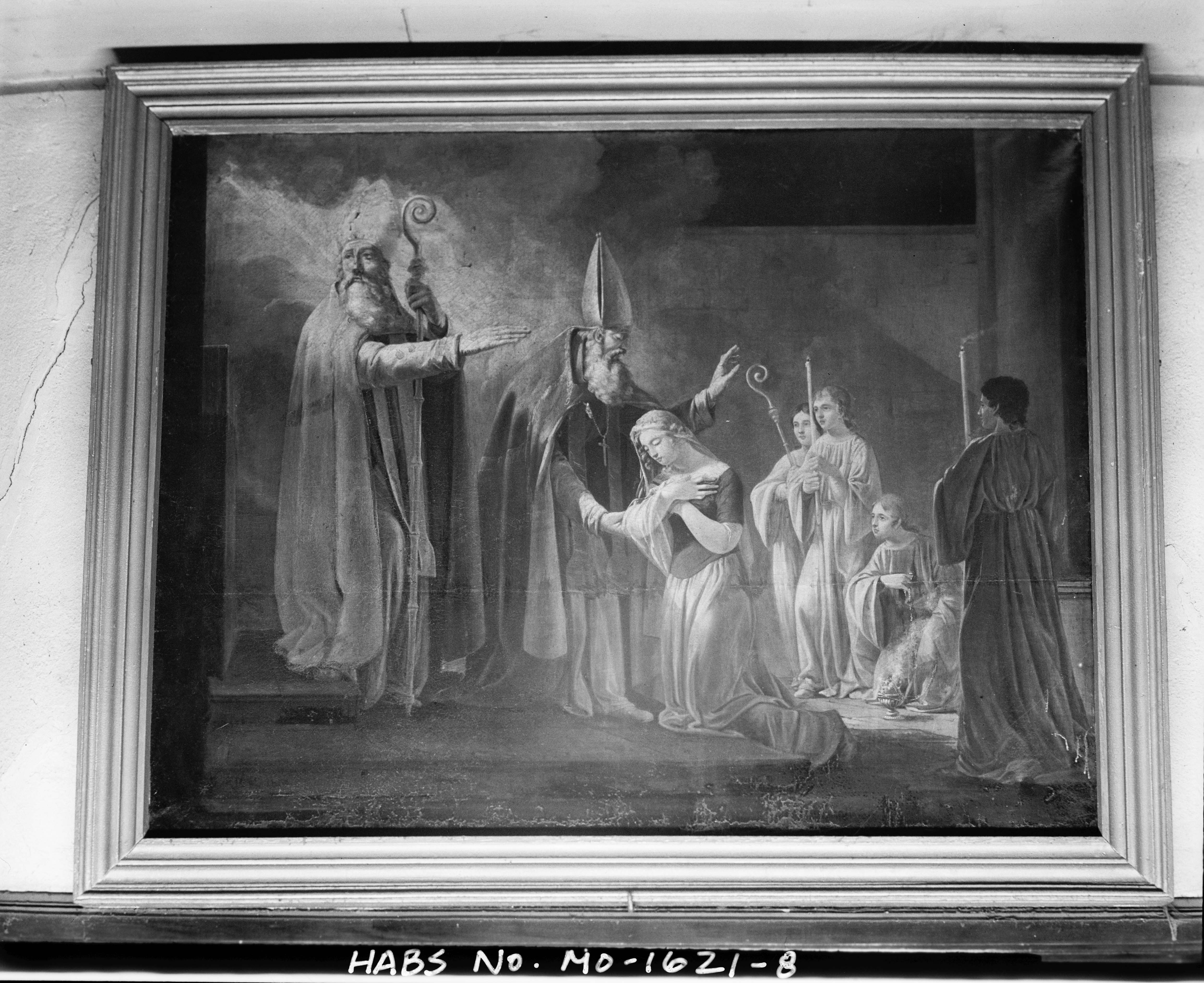
Le Vœu de sainte Geneviève consacré par saint Germain, évêque d'Auxerre, et saint Loup, évêque de Troyes. Peinture de Basterot de 1820, église Sainte-Geneviève, ville de Sainte-Geneviève dans le Missouri.

Dans l'Église catholique, une vierge consacrée est une femme qui, par amour de Dieu, s'est engagée à vivre dans le célibat et la chasteté, et a été consacrée au nom du Seigneur par l’évêque de son diocèse de domicile.
Cet article porte sur la vie consacrée féminine dans l’Église catholique en général. Pour un article plus spécifiquement lié à l'Ordre des vierges, ou Ordo virginum, voir Ordre des vierges consacrées.

## Histoire

### Virginité et célibat dans la Bible
La vocation de vierge consacrée a des origines bibliques, mais cette manière particulière de se donner à Dieu n'est pas mentionnée dans les évangiles. En effet, la société juive du Ier siècle apr. J.-C. n'envisage pas communément l'existence d'un célibat féminin choisi. Si la virginité existe, elle est le fait de jeunes femmes en attente de fiançailles et donc de mariage comme c'est peut-être le cas pour Marie, la mère de Jésus, ou dans la parabole des vierges folles et des vierges sages et, dans l'Ancien Testament, c'est le cas d'une jeune femme anonyme de Guibéa, des 400 jeunes vierges de Yabesh-de-Galaad, de Tamar, d'Esther. Le célibat féminin était généralement plus le fait de veuves qui ne se remarient pas comme la prophétesse Anne.

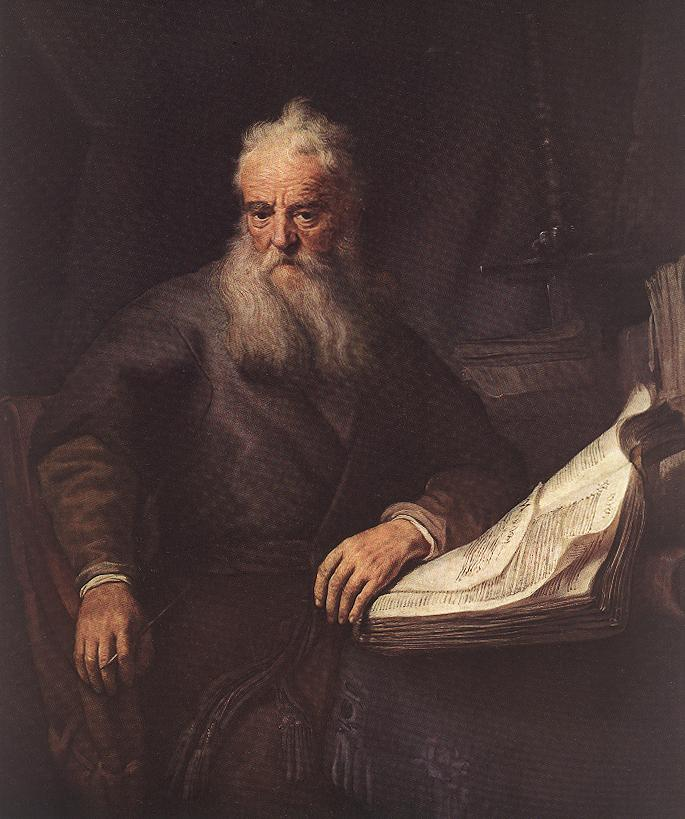
L'apôtre Paul peint par Rembrandt au XVIIe siècle.

Dans le Nouveau Testament, Jésus parle concrètement d'un célibat choisi pour le Royaume de Dieu : « Ses disciples lui disent : « Si telle est la situation de l’homme par rapport à sa femme, mieux vaut ne pas se marier. » Il leur répondit : « Tous ne comprennent pas cette parole, mais seulement ceux à qui cela est donné. Il y a des gens qui ne se marient pas car, de naissance, ils en sont incapables ; il y en a qui ne peuvent pas se marier car ils ont été mutilés par les hommes ; il y en a qui ont choisi de ne pas se marier à cause du royaume des Cieux. Celui qui peut comprendre, qu’il comprenne ! ».
Une autre mention est celle faite dans les Actes des Apôtres au sujet des quatre filles du diacre Philippe de Césarée qui prophétisent, mais le premier à parler de célibat choisi pour Dieu est l'apôtre Paul qui dans la Première épître aux Corinthiens dit : « Frères, chacun doit rester devant Dieu dans la situation où il a été appelé. Au sujet du célibat, je n’ai pas un ordre du Seigneur, mais je donne mon avis, moi qui suis devenu digne de confiance grâce à la miséricorde du Seigneur. Je pense que le célibat est une chose bonne, étant donné les nécessités présentes ; oui, c’est une chose bonne de vivre ainsi. Tu es marié ? ne cherche pas à te séparer de ta femme. Tu n’as pas de femme ? ne cherche pas à te marier. Si cependant tu te maries, ce n’est pas un péché ; et si une jeune fille se marie, ce n’est pas un péché. Mais ceux qui font ce choix y trouveront les épreuves correspondantes, et c’est cela que moi, je voudrais vous éviter. Frères, je dois vous le dire : le temps est limité.
Dès lors, que ceux qui ont une femme soient comme s’ils n’avaient pas de femme, ceux qui pleurent, comme s’ils ne pleuraient pas, ceux qui ont de la joie, comme s’ils n’en avaient pas, ceux qui font des achats, comme s’ils ne possédaient rien, ceux qui profitent de ce monde, comme s’ils n’en profitaient pas vraiment. Car il passe, ce monde tel que nous le voyons. J’aimerais vous voir libres de tout souci. Celui qui n’est pas marié a le souci des affaires du Seigneur, il cherche comment plaire au Seigneur. Celui qui est marié a le souci des affaires de ce monde, il cherche comment plaire à sa femme, et il se trouve divisé. La femme sans mari, ou celle qui reste vierge, a le souci des affaires du Seigneur, afin d’être sanctifiée dans son corps et son esprit. Celle qui est mariée a le souci des affaires de ce monde, elle cherche comment plaire à son mari.
C’est dans votre intérêt que je dis cela ; ce n’est pas pour vous tendre un piège, mais pour vous proposer ce qui est bien, afin que vous soyez attachés au Seigneur sans partage. Si un jeune homme pense qu’il risque de ne pas respecter une jeune fille, s’il est plein d’ardeur et que l’issue devienne inévitable, qu’il fasse comme il veut : ils peuvent se marier, ce n’est pas un péché. Mais s’il tient ferme intérieurement, s’il ne subit aucune contrainte, s’il est maître de sa propre volonté et a pris dans son cœur la décision de ne pas s’unir à cette jeune fille, il fera bien. Ainsi, celui qui se marie fait bien, et celui qui ne se marie pas fera mieux encore. La femme reste liée aussi longtemps que son mari est en vie. Mais si son mari meurt, elle est libre d’épouser celui qu’elle veut, mais seulement s’il est croyant. Pourtant elle sera plus heureuse si elle reste comme elle est ; c’est là mon opinion, et je pense avoir, moi aussi, l’Esprit de Dieu ».

Cette idée de célibat et de virginité se retrouve aussi dans le livre de l'Apocalypse de Jean avec ce verset : 

« Ceux-là ne se sont pas souillés avec des femmes ; ils sont vierges, en effet. Ceux-là suivent l’Agneau partout où il va ; ils ont été pris d’entre les hommes, achetés comme prémices pour Dieu et pour l’Agneau ».

### Virginité consacrée féminine dans l'histoire de l'Église catholique

#### Christianisme primitif

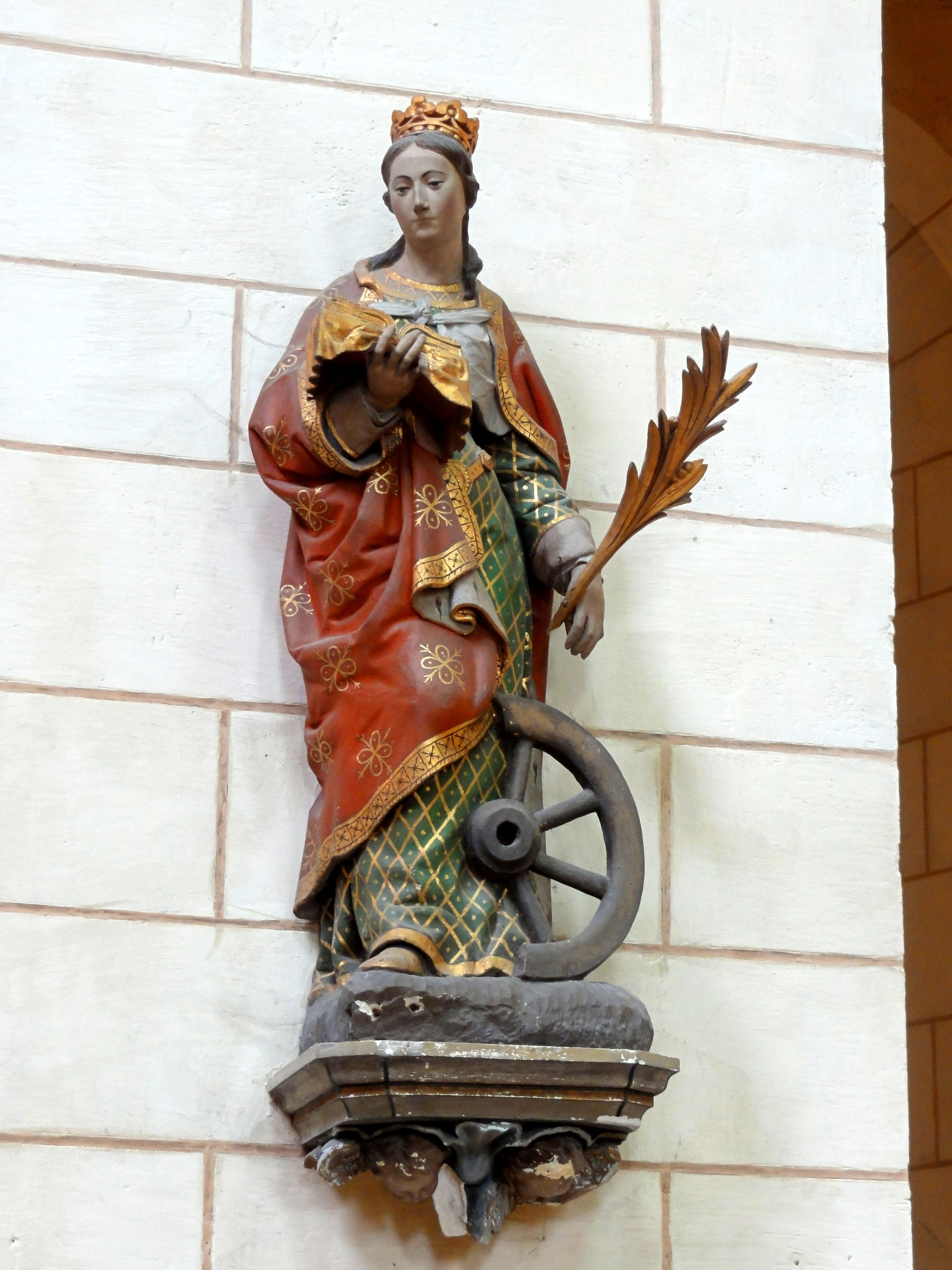
Statue de sainte Catherine d'Alexandrie. Église Notre-Dame-de-la-Basse-Œuvre, Beauvais, France.

Dès les débuts de l'Église et à l'imitation de Jésus qui a vécu célibataire, de sa naissance à ses années de prédications qui se sont soldées par sa mort sur la croix puis — pour les chrétiens — par sa Résurrection et son Ascension au ciel, des hommes et des femmes sont restés célibataires pour le Christ, pour préparer, voire hâter, la venue du Royaume de Dieu. En cela, ils rejoignaient les enseignements des premiers apôtres et du magistère des églises chrétiennes primitives. Ces personnes sont alors placées sous la protection des autorités ecclésiales et elles ont droit à une place privilégiée dans la communauté chrétienne naissante. Peu à peu, de seules qu'elles étaient, des veuves et des vierges vont se réunir en communauté afin de se soutenir mutuellement. Ces deux communautés distinctes seront appelées l'ordre des veuves et l'ordre des vierges.
Et, d'un point de vue théologique, de nombreux Pères de l'Église vont écrire des traités à ce propos dont Tertullien et Ambroise de Milan : « Mon amour de la chasteté — et toi aussi, sœur vénérée, sans paroles, mais par l'exemple silencieux de ta vie — m'invite à dire quelques mots sur la virginité, pour ne pas effleurer simplement en passant la vertu qui tient la première place. Si la virginité est louable, ce n'est pas du fait qu'on la trouve chez les martyrs, mais parce que c'est elle qui fait les martyrs. Mais comment la pensée de l'homme pourrait-elle saisir toute la profondeur d'une vertu que la nature elle-même n'a pas incluse dans ses lois ? Quelle parole humaine pourrait exprimer adéquatement ce qui dépasse l'homme ? C'est au ciel qu'elle est allée chercher le modèle à reproduire sur terre.
Et c'est tout naturel qu'elle ait puisé son genre de vie au ciel, ayant trouvé son Époux au ciel. Dépassant les nuées, le firmament, les anges, les astres, elle parvint jusqu'au Verbe de Dieu dans le sein du Père et y puisa de tout son cœur. Une fois trouvé pareil bien, qui pourrait le quitter ? Car « ton nom est un parfum répandu, c'est pourquoi les jeunes filles t'ont aimé et attiré à elles » (Ct 1,2). Finalement ce n'est pas moi qui l'ai dit : celles qui « n'épouseront ni ne seront épousées seront comme les anges du ciel » (Mt 22,30). Ne soyons donc pas surpris si l'on compare aux anges les épouses du Seigneur des anges. Qui donc pourrait nier que cette forme de vie nous soit venue du ciel, quand elle s'est trouvée si rarement sur terre jusqu'à ce que Dieu soit descendu dans les membres d'un corps mortel ? Ce fut alors qu'une vierge conçut dans son sein et que le Verbe se fit chair (Jn 1,14) pour que la chair devînt Dieu.Tel dira : Mais Elie ? On ne voit pas qu'il se soit jamais livré à une convoitise charnelle.
C'est justement pour cela qu'il apparaît glorifié avec le Seigneur (Mt 17,3), pour cela qu'il viendra précéder l'avènement du Seigneur (Ml 4,5). Il y a aussi Marie qui, jouant du tambourin, conduisit les chœurs dans une pudeur virginale (Ex 15,20). Mais réfléchissez de qui elle était la figure. N'est-ce pas de l'Église, vierge, qui a groupé dans la pureté de l'Esprit la pieuse assemblée des peuples, afin qu'ils chantent les louanges divines ? Nous lisons aussi que des vierges étaient affectées au Temple de Jérusalem. Mais que dit l'Apôtre ? « Tout cela se passait en figure, comme signe des choses à venir » (1Co 10,11). La figure en offre peu, la réalité un grand nombre.
Mais depuis que le Seigneur, se revêtant de notre corps, opéra l'union de la divinité et de l'humanité sans aucun mélange impur de la matière, la pratique d'une vie céleste dans des corps humains s'est répandue à travers le monde entier. C'est ce qu'ont préfiguré les anges qui servaient le Seigneur sur terre (Mt 4,11): qu'une race d'élite se vouerait au service du Seigneur dans un corps sans tache. C'est elle la milice céleste que faisait pressentir l'armée des anges chantant les louanges de Dieu (Lc 2,13-14). Nous avons donc une origine attestée depuis des siècles, la pleine réalisation datant du Christ." (no 1010-1013) ».
Et, en plus de ces traités, des exemples de vierges ayant refusé le mariage pour se consacrer au Christ et l'ayant payé de leur vie sont connus et mis en valeur comme celui de Sainte Cécile de Rome (décédée entre 200-230), de Sainte Agnès (290-303) ou de Sainte Catherine d'Alexandrie (décès probable en 303).

#### DuIVeauXVesiècle
Dès le IVe siècle, la vie érémitique puis monastique et canoniale vont se développer, d'abord dans le désert égyptien et au-delà dans le monde oriental d'abord puis occidental : Saint Antoine le Grand (251-356), Saint Pacôme le Grand (292-348), Macaire de Scété (décédé vers 391), Saint Martin de Tours (317-397), Saint Syméon le stylite (392-459), Saint Augustin d'Hippone (354-430) et Saint Benoît de Nursie (480-547). Mais, très rapidement, des femmes désirèrent partager cet idéal d'absolu érémitique puis communautaire c'est le cas de la sœur de Saint Benoît de Nursie, Sainte Scholastique (décédée en 543).

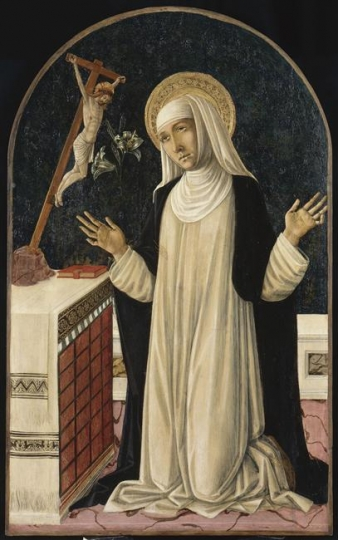
Sainte Catherine de Sienne recevant les stigmates du Crucifix qui se penche miraculeusement vers elle. Matteo di Giovanni (1435-1495), Musée du Petit Palais d'Avignon.

Peu à peu, ce modèle de consécration monacale devient, pour les femmes, la seule voie de consécration possible. En effet, la société n'était pas favorable à l'idée de voir des femmes vivre seules et subvenir à leurs besoins. De plus, leur célibat semblait être une menace sur les héritages familiaux. Bientôt, vie consacrée à Dieu fut indissociable de vie religieuse et surtout de vie cloîtrée. Et, lorsqu'au Moyen Âge, naissent les ordres mendiants que sont les franciscains, les dominicains, les carmes ou les ermites de Saint-Augustin, leurs branches féminines restèrent marquées par la clôture comme les dominicaines, les clarisses, les carmélites… Quelques femmes vont pourtant refuser le dictat de la vie claustrale comme Sainte Catherine de Sienne (1347-1380) ou, dans les Flandres, les béguines et leurs béguinages qui débutèrent au XIIe siècle et prirent fin dans leur très grande majorité au XVe siècle.

#### DuXVIesiècleau Concile Vatican II

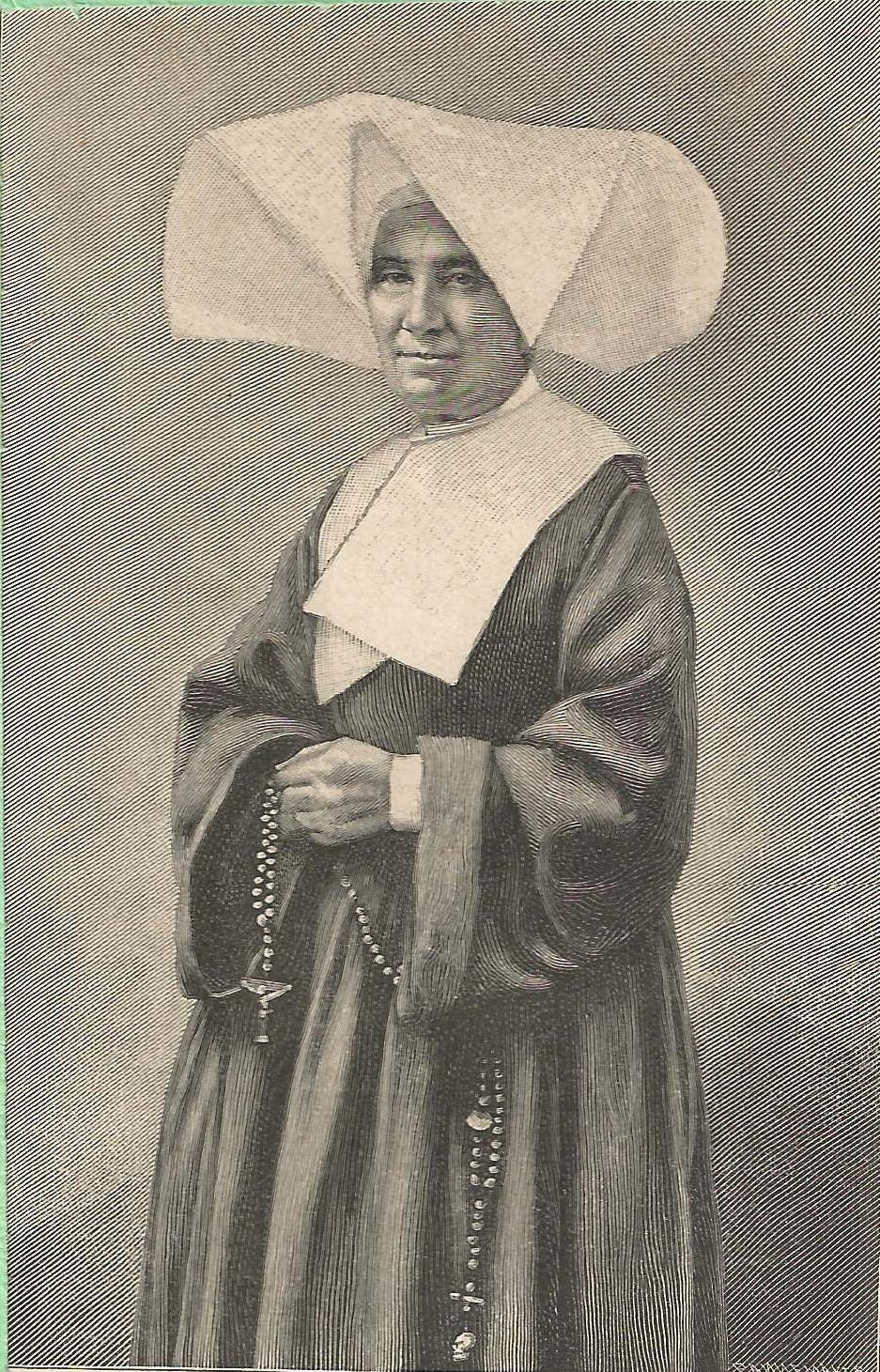
Sœur Apolline Andriveau, fille de la Charité et le Scapulaire de la Passion. Paris, Librairie Poussielgue, 1896.

Mais au cours du Moyen Âge, comme pour beaucoup de jeunes femmes la vie religieuse n'est plus un choix, mais la réponse à une politique familiale imposée aux enfants, la clôture monacale va peu à peu être malmenée, les moniales recevant dans leur cellule ou passant de longs temps dans leurs familles respectives. Ce sont ces excès qui vont mener le Concile de Trente (1545-1563) à faire revenir les religieuses dans leurs monastères et couvents et à réformer puis imposer la clôture aux instituts féminins de vie religieuse comme chez les Bernardines réformées de Mère Louise de Ballon (1591-1669), les Visitandines de Sainte Jeanne de Chantal (1572-1641), les Ursulines d'Angèle Mérici (1474-1540). En fait, Angèle Merici voulait qu'elle et ses compagnes se mettent au service des pauvres, des malades, des enfants à instruire, particulièrement les fillettes, etc. Ce n'est qu'à son décès que la société et l'Église catholique imposèrent à ses compagnes de se regrouper en congrégations soumises au respect de la clôture stricte.
Ce type de vie ursuline est celle que vivra Sainte Marie Guyart de l'Incarnation (1599-1672) qui, entrée dans l'Ordre de Sainte Ursule à Tours (France), est partie en Nouvelle France afin d'aller évangéliser les amérindiennes - et ce malgré la clôture - et y implanta sa communauté religieuse à Québec. En 1566, la Constitution Circa pastoralis de Pie V durcit encore la position de l'Église catholique quant à la clôture des monastères et couvents féminins. C'est cette situation que Saint François de Sales (1567-1622) tenta de contourner — sans succès — en créant l'Ordre de la Visitation avec Sainte Jeanne de Chantal. Profitant de l'expérience malheureuse de son ami, Saint Vincent de Paul (1581-1660) et Sainte Louise de Marillac (1591-1660) arrivèrent à créer les Filles de la Charité sans que ces dernières ne soient soumises à la clôture, leur permettant de se rendre auprès des plus pauvres afin de les instruire, catéchiser, soigner, s'occuper des orphelins, etc.
La vénérable Anne de Xaintonge (1567-1621) en fondant la Société des Sœurs de Sainte-Ursule de la Vierge Bénie parvint aussi à contourner l'écueil de la clôture afin d'être auprès du peuple de Dieu et des plus pauvres. Au fil des années et en contradiction avec le droit de l'Église catholique romaine, deux types d'ordres religieux féminins se distinguèrent : a) les ordres appliquant la règle de la culture stricte dits ordres contemplatifs comme les bénédictines, les cisterciennes, les clarisses, les trappistines, les carmélites réformées, les bernardines réformées, etc.; b) les ordres ayant une approche plus souple de la clôture monacale appelés ordres apostoliques comme les Ursulines d'Anne de Xaintonges, les Filles de la Charité, les Sœurs de Saint Maurice, les Sœurs de Saint-Joseph de Cluny, etc. Au XIXe siècle et au XXe siècle, la majorité des ordres religieux féminins étaient des ordres apostoliques tournés vers la prière et l'action dans la société auprès des malades, des handicapés, des orphelins, des prisonnières, des handicapés, des mères célibataires, des écolières, etc.

#### Renouveau de la virginité consacrée depuis le Concile Vatican II

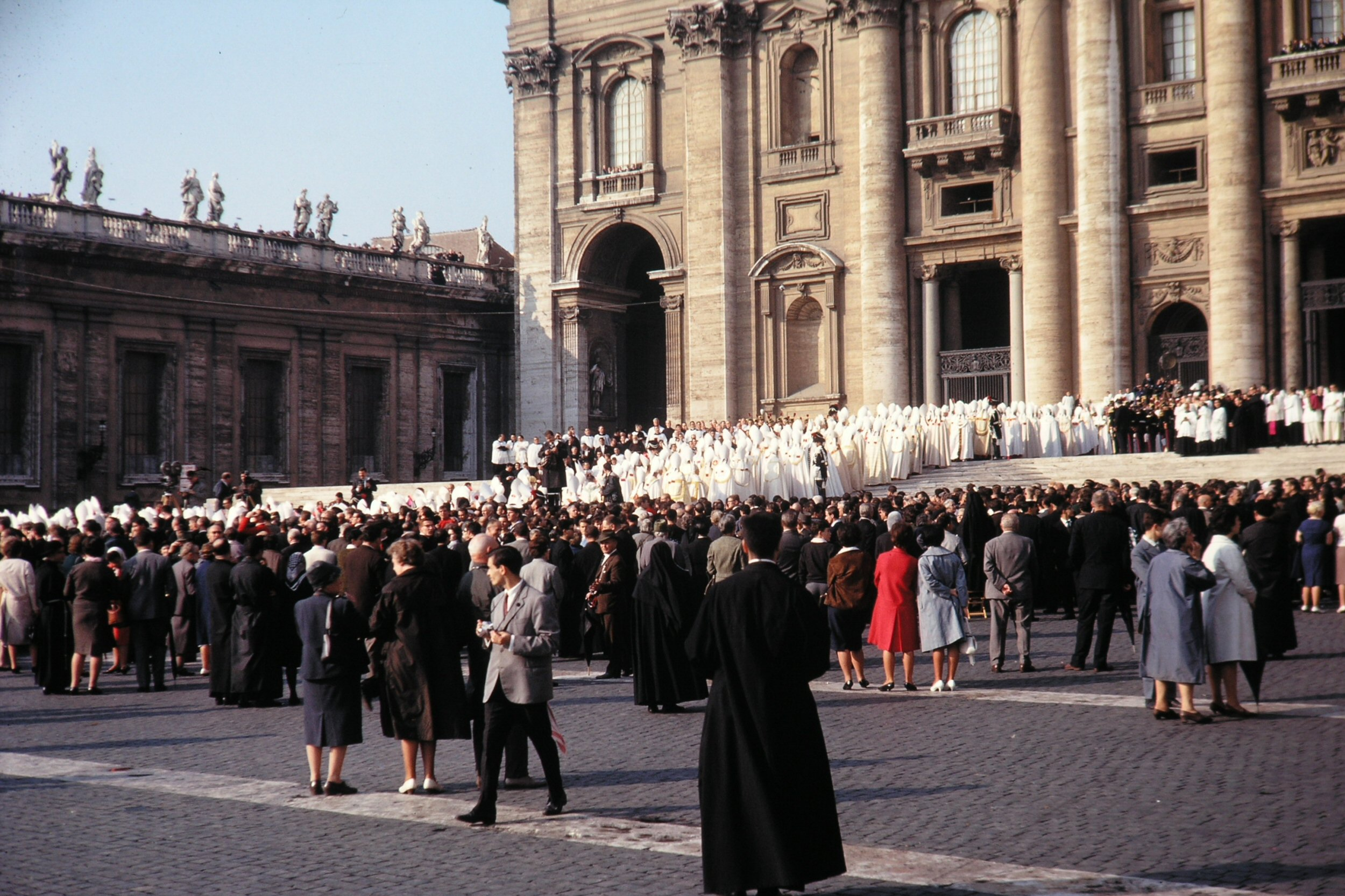
Procession des Pères conciliaires à la basilique Saint-Pierre de Rome, lors du concile Vatican II en octobre 1962.

Jusqu'en 1927, un rituel de consécration à la virginité consacrée existait pour des religieuses cloîtrées et celles vivant dans le monde, mais cette forme de consécration est ensuite tombée en désuétude et a été remplacée par la vie religieuse, avant d'être explicitement supprimée en 1927.
Elle a été rétablie après le Concile Vatican II. Le 31 mai 1970, la Congrégation pour le Culte divin, en application de la Constitution sur la Liturgie Sacrosanctum Concilium, affirmait :

« Le rite de la consécration des vierges est compté parmi les plus précieux trésors de la liturgie romaine. En effet, le Christ Jésus a laissé à son Église l’héritage de la virginité consacrée comme un don particulièrement noble. C’est pourquoi, dès l’âge apostolique, des vierges ont consacré à Dieu leur chasteté, ce qui contribuait à la beauté du corps mystique du Christ et l’enrichissait d’une étonnante fécondité. Aussi, dès les origines, comme en témoignent les Pères, l’Église, dans sa sollicitude maternelle, a eu l’habitude de confirmer le vœu de virginité, à la fois saint et difficile, par une prière solennelle de consécration. Celle-ci, au long des siècles, s’est développée par l’addition d’autres rites signifiant plus clairement que les vierges consacrées offrent une image de l’Église épouse du Christ. Et cette prière est entrée dans le Pontifical romain. »

« Depuis le Concile Vatican II, cette vocation virginale à la consécration connaît un grand renouveau et pose des questions théologiques qui permettent de comprendre la virginité consacrée comme un approfondissement de la grâce du baptême et à une vocation à la prière dans la société comme il est demandé à tout catholique depuis le Concile de Vatican II. »

#### Ce que le Catéchisme de l'Église catholique dit de la virginité consacrée
Développant ou précisant les enseignements du Concile Vatican II, le Catéchise de l'Église catholique traite de la consécration en général et de celle des vierges consacrées. Les paragraphes 922 à 924 traitent spécifiquement de la virginité consacrée :

##### La vie consacrée
- § 915 : "Les conseils évangéliques sont, dans leur multiplicité, proposés à tout disciple du Christ. La perfection de la charité à laquelle tous les fidèles sont appelés comporte pour ceux qui assument librement l’appel à la vie consacrée, l’obligation de pratiquer la chasteté dans le célibat pour le Royaume, la pauvreté et l’obéissance. C’est la profession de ces conseils dans un état de vie stable reconnu par l’Église, qui caractérise la "vie consacrée" à Dieu (cf. LG 42-43 ; PC 1)".
- § 916 : "L’état de la vie consacrée apparaît dès lors comme l’une des manières de connaître une consécration "plus intime", qui s’enracine dans le Baptême et dédie totalement à Dieu (cf. PC 5). Dans la vie consacrée, les fidèles du Christ se proposent, sous la motion de l’Esprit Saint, de suivre le Christ de plus près, de se donner à Dieu aimé par-dessus tout et, poursuivant la perfection de la charité au service du Royaume, de signifier et d’annoncer dans l’Église la gloire du monde à venir (cf. ⇒ CIC, can. 573)".
- § 917 : "Comme un arbre qui se ramifie de façons admirables et multiples dans le champ du Seigneur, à partir d’un germe semé par Dieu, ainsi se développèrent des formes variées de vie solitaire ou commune, des familles diverses dont le capital spirituel profite à la fois aux membres de ces familles et au bien de tout le Corps du Christ (LG 43)".

##### Les vierges consacrées
Elles n'appartiennent à la vie consacrée que pour la branche de celles qui vivent comme moniales. Les raisons historiques de la séparation en deux branches de l'Ordo Virginum sont liées à l'évolution des temps apostoliques, qui ne connaissaient que la vie virginale laïque en plein monde. Avec le regroupement en monastère au IVe siècle, les Vierges cloîtrées éclipsent au cours des siècles leurs sœurs vivant en plein monde. Le Concile Vatican II a rétabli la possibilité de vie virginale laïque, l'Ordo Virginum en plein monde, diocésain, sans vœux, sans les caractéristiques de la vie consacrée religieuse. Les Vierges consacrées en plein monde sont historiquement la première forme de vie consacrée laïque.
- § 922 : "Dès les temps apostoliques, des vierges (cf. 1 Co 7, 34-36) et des veuves chrétiennes (cf. Jean-Paul II, exh. ap. Vita Consecrata, 7), appelées par le Seigneur à s’attacher à Lui sans partage dans une plus grande liberté de cœur, de corps et d’esprit, ont pris la décision, approuvée par l’Église, de vivre, respectivement, dans l’état de la virginité ou de la chasteté perpétuelle "à cause du Royaume des cieux" (Mt 19, 12)".
- § 923 : "Exprimant le propos sacré de suivre le Christ de plus près, [des vierges] sont consacrées à Dieu par l’évêque diocésain selon le rite liturgique approuvé, sont épousées mystiquement par le Christ Fils de Dieu et sont vouées au service de l’Église " (⇒ CIC, can. 604, § 1). Par ce rite solennel (Consecratio virginum), "la vierge est constituée personne consacrée", "signe transcendant de l’amour de l’Église envers le Christ, image eschatologique de cette Épouse du ciel et de la vie future" (OCV prænotanda 1)".
- § 924 : ""Proche des autres formes de vie consacrée" (⇒ CIC, can. 604, § 1), l’ordre des vierges établit la femme vivant dans le monde (ou la moniale) dans la prière, la pénitence, le service de ses frères et le travail apostolique, selon l’état et les charismes respectifs offerts à chacune (OCV prænotanda 2). Les vierges consacrées peuvent s’associer pour garder plus fidèlement leur propos (cf. ⇒ CIC, can. 604, § 2)"

#### Un exemple de ce renouveau: l'Exhortation apostoliqueVita consecrata(25 mars 1996) deJean-Paul IIsur l’ordre des vierges, desermiteset des veuves

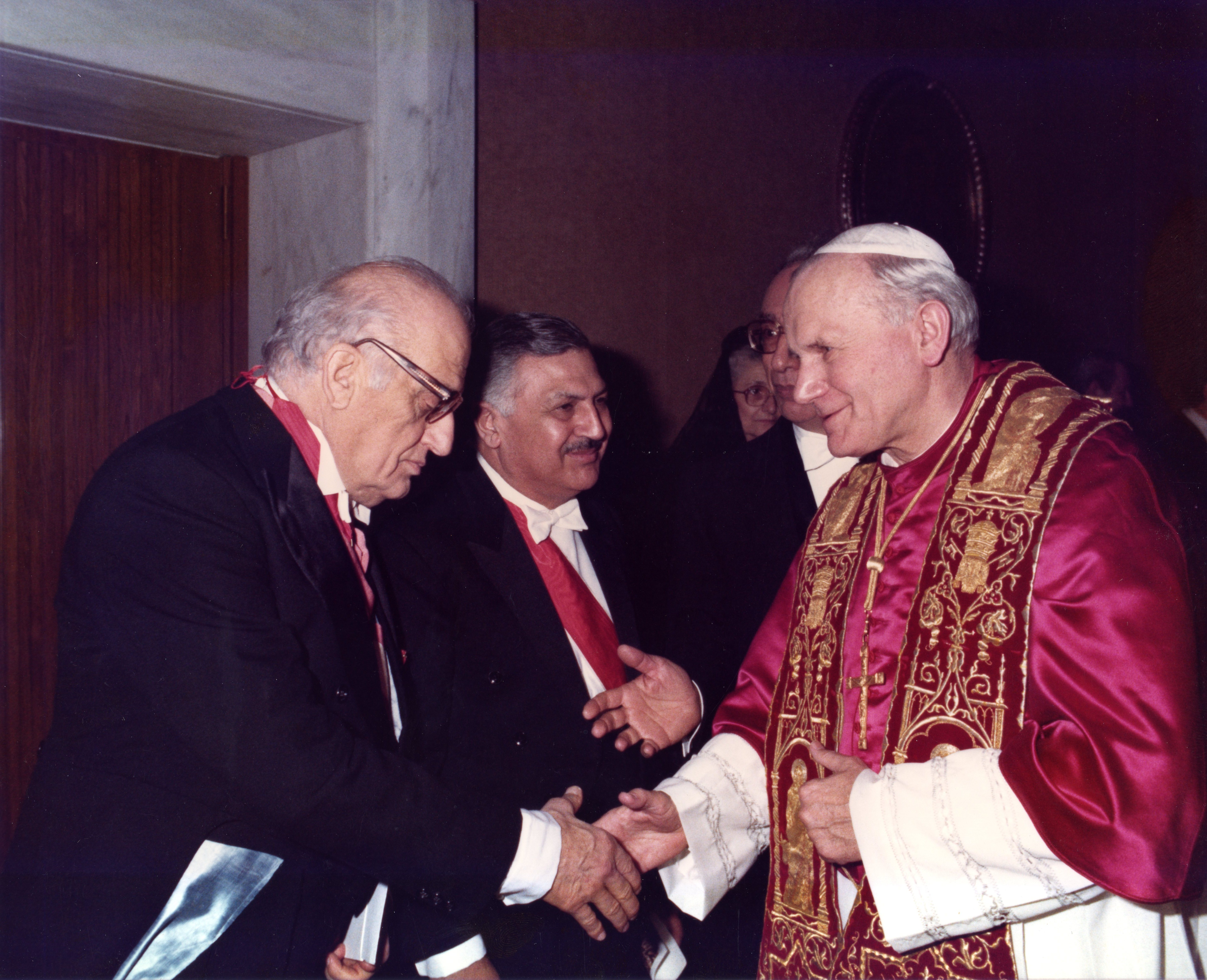
S.E. Mounir Abou Fadel et le pape Jean Paul II.

- § 7 : « C’est un motif de joie et d’espérance que de voir à notre époque le retour de l’antique ordre des vierges, dont nous avons trace dans les communautés chrétiennes depuis les temps apostoliques. Les vierges consacrées par l’évêque diocésain entrent dans une relation étroite avec l’Église et elles se mettent à son service, tout en restant dans le monde. Seules ou associées, elles constituent une image eschatologique de l’épouse céleste et de la vie future, dans laquelle l’Église vivra finalement en plénitude l’amour pour le Christ son Époux. Les ermites, hommes et femmes, appartenant à des ordres anciens ou à des instituts nouveaux, ou encore en dépendance directe de l’évêque, témoignent de la fugacité du temps présent par leur séparation intérieure et extérieure du monde ; ils attestent par le jeûne et la prière que l’homme ne vit pas seulement de pain, mais de la Parole de Dieu (cf. Mt 4,4). Cette vie « au désert » est une invitation pour leurs semblables et pour la communauté ecclésiale elle-même à ne jamais perdre de vue la vocation suprême, qui est de demeurer toujours avec le Seigneur. On assiste aujourd’hui au retour de la consécration de veuves, connue depuis les temps apostoliques (cf. 1 Tm 5,5.9-10 ; 1 Co 7,8), ainsi que de celle des veufs. Par leur vœu de chasteté perpétuelle pour le Royaume de Dieu, ces personnes se consacrent dans leur condition pour se donner à la prière et au service de l’Église[14]. »

## Une femme tout entière consacrée à Dieu
Avant toute chose, une vierge consacrée est une femme qui a décidé librement de donner toute sa vie à Dieu. Sa décision est le résultat d'une réflexion et d'un appel de Dieu et il peut survenir à tout âge. En effet, s'il faut que la femme qui demande à être consacrée à Dieu soit majeure et capable de discernement, il n'y a pas de limite d'âge pour être consacrée au Seigneur.

### Qu'est-ce qu'une vierge consacrée?

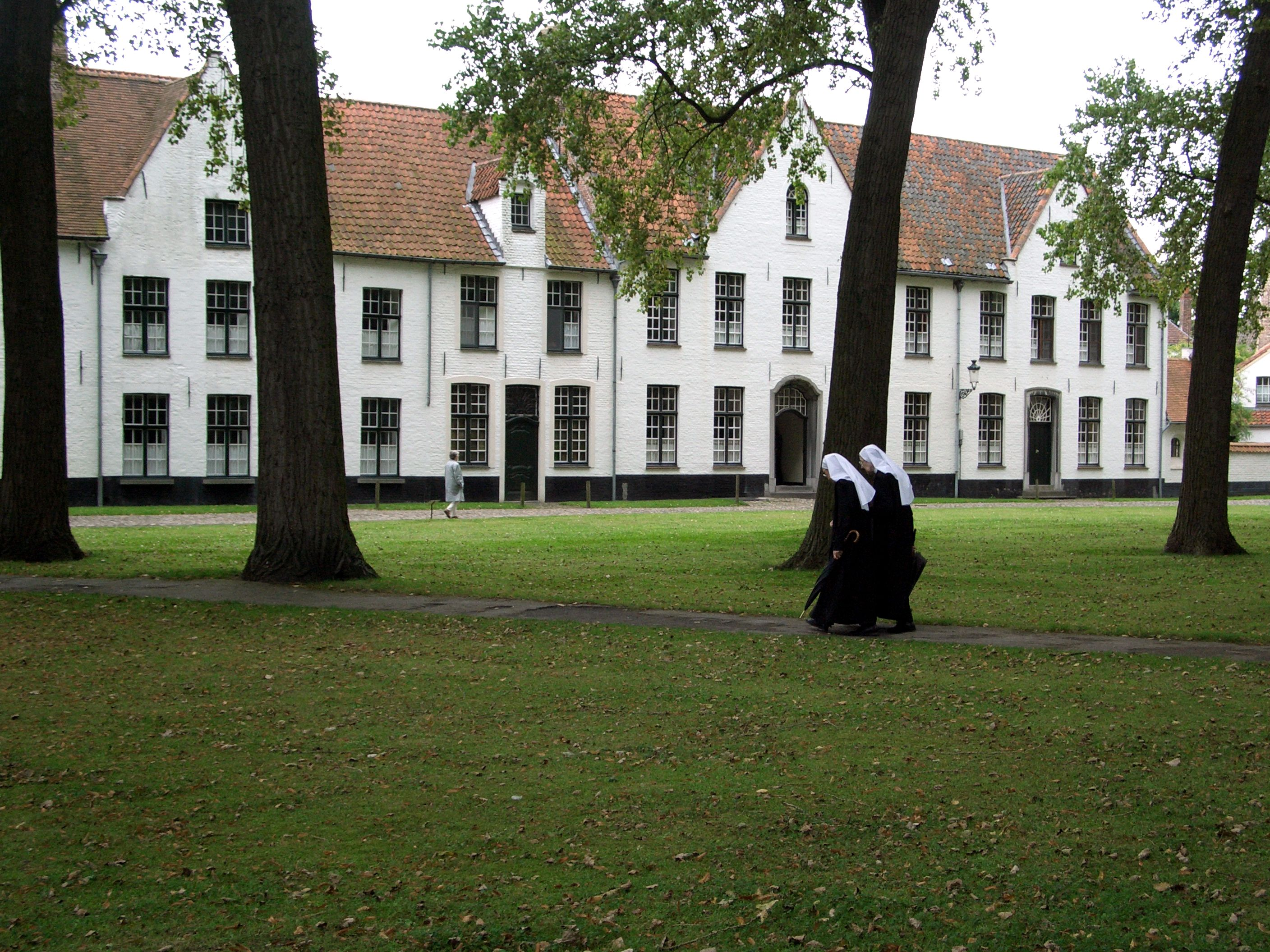
Béguinage de Bruges (en 2008).

À la différence de certaines autres formes de vie consacrées, les vierges consacrées ne prononcent pas de vœux, mais un "ferme propos" (propositum) de vivre dans la virginité, ce qui n'implique pas nécessairement d'avoir gardé son intégrité physique, mais simplement de ne pas avoir été marié, de ne pas avoir d'enfants, et de ne pas avoir vécu dans un état notoire de concubinage. Elles sont consacrées à Dieu par l'évêque de leur diocèse de domicile. Dans la vie quotidienne, ces femmes "peuvent vivre seules, en famille, avec d’autres consacrées ou dans d’autres situations favorables à l’expression de leur vocation et à la mise en œuvre de leur projet concret de vie". Elles doivent subvenir à leurs besoins, soit en exerçant une activité rémunérée comme celle de médecin, archiviste, institutrice, infirmière, contrôleuse de train, assistante de paroisse, catéchiste, podologue, etc, soit par d'autres moyens providentiels. Leur vie quotidienne doit être portée par la prière, la prière personnelle mais aussi la prière de l'Église catholique qui est la liturgie des Heures aussi appelée Bréviaire. Et, sans que cela doive être une obligation, elles sont invitées à se mettre au service de l'Église catholique et /ou des pauvres en fonction de leurs capacités propres. La vocation d'une vierge consacrée est donc d'être toute à Dieu, à chaque instant, dans l'amour du prochain et de l'Église du Christ.
Le code de droit canonique de 1983 parle des vierges consacrées en affirmant :
- § 1 : "À ces formes de vie consacrée s'ajoute l'ordre des vierges qui, exprimant le propos sacré de suivre le Christ de plus près, sont consacrées à Dieu par l'Évêque diocésain selon le rite liturgique approuvé, sont épousées mystiquement par le Christ Fils de Dieu et sont vouées au service de l'Église."
- § 2 : "Afin de garder plus fidèlement leur propos et d'accomplir par une aide mutuelle un service d'Église conforme à leur propre état, les vierges peuvent s'associer entre elles." (no 604).

Pour la théologie catholique, par sa consécration, une vierge consacrée est alors configurée à l'Église en tant que vierge, épouse et mère :
- Parce que l’Église est vierge, les vierges consacrées sont appelées à être vierges, selon qu'il est écrit dans la Bible : "Je vous ai fiancés à un Époux unique comme une vierge pure à présenter au Christ"[40]. Celle qui reçoit la consécration s’engage donc par une décision irrévocable à vivre dans la virginité perpétuelle. Un tel choix demande un engagement radical et sans réserve afin d'être disciple du Christ Jésus sous une forme particulière et exclusive.
- Parce que le Christ aime l’Église et que l'Église est son épouse, les vierges consacrées sont appelées à devenir épouses de Jésus. C'est pourquoi, pour souligner leur engagement, les vierges consacrées reçoivent une alliance lors de leur consécration. Vierges consacrées, elles deviennent "Christi Sponsa", épouse du Christ, selon qu'il est écrit dans la Bible : "Ton Seigneur t’épousera"[41]. La vocation de la vierge consacrée est donc de se laisser épouser par le Christ et de devenir un signe transcendant de l’amour de l’Église pour le Christ son Époux ainsi que l'image du Royaume de Dieu à venir. Cette manière de parler veut exprimer le total don de soi de la vierge consacrée au Christ, et de son attention de tous les jours à tourner sa vie vers Dieu et vers Dieu seul en attendant d'aller le contempler en Paradis.
- Parce que l’Église est mère, les vierges consacrées sont appelées à être maternelles, selon qu'il est écrit dans la Bible : "Pousse des cris de joie, toi qui n’as pas enfanté selon la chair : plus nombreuse sera ta postérité"[42]. À la suite de la Vierge Marie, les vierges consacrées sont appelées à chercher sans cesse à accomplir la volonté du Père et s’ouvrir ainsi à une fécondité spirituelle. Cet aspect maternel s'exprime aussi par le don de soi à son prochain dans le besoin et à toute personne rencontrée dans une existence. Il s'agit d'aimer parce que Dieu aime tous les êtres humains et comme Dieu les aime.

Cette spiritualité virginale, sponsale ("spiritualité de l'épouse") et maternelle de la vierge consacrée s'enracine dans la grâce de son baptême. La vierge consacrée a grande conscience que la Vierge-Épouse-Mère est l'Église qu'elle est appelée à représenter. Elle sait que le lien nuptial avec le Fils de Dieu ne se réalise véritablement et en plénitude que chez les saints - but vers lequel elle chemine avec le Peuple de Dieu. Cependant, sa vocation propre a cette spécificité de représenter sacramentellement ce triple mystère, ou plutôt cet unique mystère de la "Femme de l'Agneau" (Ap 21, 10), l'Église. Selon le titre du document normatif de l'Église qui présente sa vocation, elle est "l'Ecclesiæ Sponsæ Imago", "l'image de l'Église-Épouse" : par son célibat consacré, elle en est le signe visible, dans sa personne.
Comme toutes les formes de vie consacrée, sa vocation est donc le fruit d'un épanouissement spécifique de sa grâce baptismale. Le Concile Vatican II rappelle que l'épouse du Christ est l'Église, c'est-à-dire chaque baptisé ; (la vierge consacrée en est le signe, le sacramental). Cette contemplation de l'Église-Épouse est reprise dans le Catéchisme de l'Église catholique : "L’unité du Christ et de l’Église, Tête et membres du Corps, implique aussi la distinction des deux dans une relation personnelle. Cet aspect est souvent exprimé par l’image de l’époux et de l’épouse. Le thème du Christ Époux de l’Église a été préparé par les prophètes et annoncé par Jean-Baptiste (cf. Jn 3, 29). Le Seigneur s’est lui-même désigné comme " l’Époux " (Mc 2, 19 ; cf. Mt 22, 1-14 ; 25, 1-13).
L’apôtre présente l’Église et chaque fidèle, membre de son Corps, comme une Épouse " fiancée " au Christ Seigneur, pour n’être avec Lui qu’un seul Esprit (cf. 1 Co 6, 15-16 ; 2 Co 11, 2). Elle est l’Épouse immaculée de l’Agneau immaculé (cf. Ap 22, 17 ; Ep 1, 4 ; 5, 27) que le Christ a aimée, pour laquelle Il s’est livré " afin de la sanctifier " (Ep 5, 26), qu’Il s’est associée par une alliance éternelle, et dont Il ne cesse de prendre soin comme de son propre Corps (cf. Ep 5, 29) : Voilà le Christ total, Tête et Corps, un seul formé de beaucoup. (...) Que ce soit la Tête qui parle, que ce soit les membres, c’est le Christ qui parle. Il parle en tenant le rôle de la Tête (ex persona capitis) ou bien en tenant le rôle du Corps (ex persona corporis). Selon ce qui est écrit : " Ils seront deux en une seule chair. C’est là un grand mystère, je veux dire en rapport avec le Christ et l’Église " (Ep 5,31-32). Et le Seigneur lui-même dans l’Évangile : " Non plus deux, mais une seule chair " (Mt 19, 6). Comme vous l’avez vu, il y a bien en fait deux personnes différentes, et cependant, elles ne font qu’un dans l’étreinte conjugale. (...) En tant que Tête il se dit " Époux ", en tant que Corps il se dit" Épouse " (S. Augustin, Psal. 74, 4).".

### Comment devenir vierge consacrée?
La démarche est avant tout personnelle. Il est possible aussi à celle qui désire être consacrée au Christ de contacter un prêtre qu'elle connaît ou les vierges consacrées de son diocèse afin d'obtenir plus de renseignements concernant cette vocation particulière. Selon les diocèses, il est demandé à la candidate de contacter son évêque ou un vicaire épiscopal. Elle pourra ensuite être accompagnée par un prêtre durant un temps différent d'une candidate à l'autre. Ensuite, d'un commun accord avec l'évêque, le choix d'une date sera arrêté pour la célébration de la consécration.

## La célébration
Si la consécration dans l'ordre des vierges n'est pas un sacrement mais un sacramental, son rituel, bien que particulier à cette vocation, est tout de même à cheval entre le rituel des ordinations diaconales, sacerdotales et épiscopales, tout en étant voisin du rituel de mariage. Tout d'abord, comme pour les ordinations, le célébrant est l'évêque du diocèse de domicile de celle qui demande sa consécration et, comme dans les sacrements de l'ordination, du mariage, du baptême, le consentement libre de la candidate est nécessaire, c'est pourquoi, une partie du rituel prévoit l'appel de la candidate et un court dialogue avec l'évêque.
Ensuite, le rituel prévoit une litanie des saints que la candidate peut agrémenter en fonction de sa spiritualité particulière qui peut s'accompagner d'une prostration. Cette litanie est suivie de la prière de consécration et de la remise des insignes de la consécration que sont : la lumière du Christ, l'anneau et le livre des heures. À noter que, dans certains cas - si la vierge consacrée fait partie d'un institut de vie religieuse ou si elle le demande bien que vivant seule - un voile peut être remis à ce moment à la nouvelle vierge consacrée. Si elle vit seule, la vierge consacrée peut alors choisir de porter ou non ce signe particulier dans sa vie quotidienne.
Il faut encore préciser que cette consécration est publique : si l'on choisit un engagement plus secret, la consacrée pourra se tourner vers des vœux privés. Dans le cas des consécrations publiques, de nombreuses vierges consacrées choisissent de vivre cet engagement dans leur communauté paroissiale ou encore dans la cathédrale de leur diocèse.

### Le rituel de la Consécration des vierges
Le rituel de la Consécration des vierges s'intègre donc dans la structure globale d'une messe, à l'exception de la prière universelle que la litanie des saints remplace. Donc, comme dans toute messe, après le Kyrie et le Gloria, se déroule la liturgie de la Parole et l'homélie. Ensuite, s'intègre le rite de consécration en lui-même, puis la litanie des saints (pendant lequel la candidate peut choisir d'être prostrée soit couchée sol contre terre et les bras en croix) et, à la fin de la litanie, l'évêque prononce une prière particulière. Suivent la décision de la virginité, la prière solennelle de la consécration des vierges et la remise des insignes de la consécration. La célébration se poursuit comme toute messe par la liturgie eucharistique et se clôt par l' envoi à la liturgie spécifique.

### Structure spécifique du rituel

#### Rite de consécration: Appel et dialogue

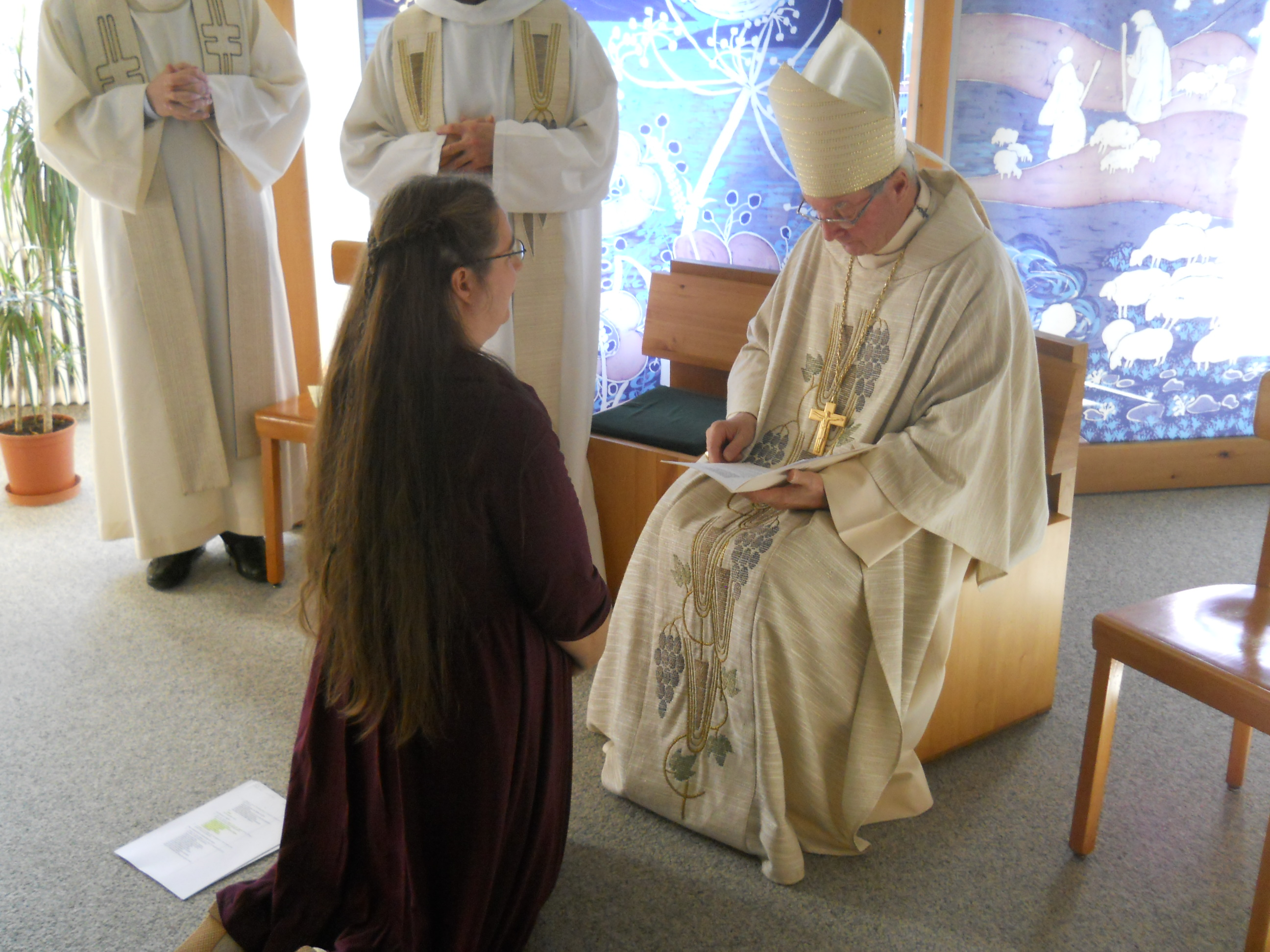
Consécration dans le diocèse de Sion en 2012.

À la fin de son homélie, l'évêque s'adresse à la candidate en lui demandant : "NN., le Seigneur vous appelle à le suivre. Avancez à sa rencontre". La candidate se lève et s'avance (elle peut être accompagnée d'une ou deux personnes de son choix) et elle répond selon ce qui lui correspond le plus (elle peut aussi choisir une formule personnelle qui explicite son engagement volontaire) : "Me voici, Seigneur, puisque tu m'as appelée / Me voici pour m'attacher au Seigneur sans partage".
L'évêque interroge alors la candidate en lui demandant : "Voulez-vous persévérer toute votre vie dans votre résolution de virginité consacrée au service du Seigneur et de son Église ?". La candidate répond : "Oui, je le veux".
L’évêque continue en questionnant la candidate par le texte suivant : "Voulez-vous suivre le Christ selon l’Évangile de telle sorte que votre vie apparaisse comme un témoignage d'amour et le signe du Royaume à venir ?". La candidate répond : "Oui, je le veux".
L’évêque poursuit avec la question suivante : "Voulez-vous être consacrée au Seigneur Jésus Christ, le fils du Dieu Très-Haut, et le reconnaître comme votre Époux ?". La candidate répond : "Oui, je le veux".
L'évêque et l'assemblée répondent alors : "Nous rendons grâce à Dieu".

#### La litanie des Saints: prière de l'évêque
Avant d'entonner la litanie des Saints, l'évêque prie ainsi : "Prions Dieu notre Père, par son Fils notre Seigneur, afin que l'Esprit répande sa grâce en abondance sur celles qu'il a choisi de consacrer à son service. Que la Vierge Marie et tous les Saints intercèdent pour nous auprès de Dieu".
Prière de l'évêque à la fin de la litanie des Saints : "Écoute, Seigneur, ton Église en prière : Dans ton amour, prend pitié de celles (ou NN.) que tu as appelées; conduis-les dans la voie du salut, pour qu'elles désirent ce qui te plaît et soient toujours vigilantes pour l'accomplir. Par Jésus, le Christ, notre Seigneur". L'assemblée répond : "Amen".

#### La décision de la virginité  soit la consécration solennelle à la virginité par le choix libre
La candidate s'avance, et se met à genoux devant l'évêque et, plaçant ses mains dans celles de l'évêque, elle dit : "Père, avec la grâce de Dieu, je professe, devant vous et devant l'Église, ma décision irrévocable de vivre dans la chasteté et de suivre le Christ. Recevez mon engagement et donnez-moi, je vous prie, la consécration".
Le rituel de la consécration des vierges précise que "la formule et les gestes qui accompagnent ce vœu peuvent être modifiés selon les circonstances".

#### Prière solennelle de la consécration des vierges
Une fois qu'il a reçu l'engagement libre de la candidate, l'évêque étend les mains et dit la longue et belle prière de consécration : "Seigneur notre Dieu, toi qui veux demeurer en l'homme, tu habites ceux qui te sont consacrés, tu aimes les cœurs libres et purs. Par Jésus Christ, ton Fils, lui par qui tout a été fait, tu renouvelles en tes enfants ton image déformée par le péché. Tu veux non seulement les rendre à leur innocence première, mais encore les conduire jusqu'à l'expérience des biens du monde à venir ; et dès maintenant, tu les appelles à se tenir en ta présence comme les anges devant ta face. Regarde, Seigneur, notre sœur NN. en réponse à ton appel, elle se donne tout entière à toi ; elle a remis entre tes mains sa décision de garder la chasteté et de se consacrer à toi pour toujours.
Comment un être de chair pourrait-il, en effet, maîtriser les appels de la nature, renoncer librement au mariage et s'affranchir des contraintes de toutes sortes, si tu n'allumes ce désir, Seigneur, si tu n'alimentes cette flamme et si ta puissance ne l'entretient ? Sur tous les peuples, tu répands ta grâce ; et de toutes les nations du monde tu te donnes des fils et des filles, plus nombreux que les étoiles dans le ciel, héritiers de la nouvelle Alliance, enfants nés de l'Esprit, et non pas de la chair et du sang. Et parmi tous les dons ainsi répandus, il y a la grâce de la virginité : tu la réserves à qui tu veux. C'est en effet, ton Esprit Saint qui suscite au milieu de ton peuple des hommes et des femmes conscients de la grandeur et de la sainteté du mariage et capables pourtant de renoncer à cet état afin de s'attacher dès maintenant à la réalité qu'il préfigure : l'union du Christ et de l'Église. Heureux ceux qui consacrent leur vie au Christ et le reconnaissent comme source et raison d'être de la virginité. Ils ont choisi d'aimer celui qui est l'époux de l'Église et le Fils de la Vierge Mère !"
L’Évêque, étendant les mains sur la future consacrée, poursuit : "Accorde, Seigneur, ton soutien et ta protection à celle qui se tient devant toi, et qui attend de sa consécration un surcroît d'espérance et de force : Que jamais l'esprit du mal, acharné à faire échec aux desseins les plus beaux, ne parvienne à ternir l’éclat de sa chasteté, ni à la priver de cette réserve qui doit être aussi la richesse de toute femme. Par la grâce de ton Esprit Saint, qu'il y ait toujours en elle prudence et simplicité, douceur et sagesse, gravité et délicatesse, réserve et liberté.
Qu'elle brûle de charité et n'aime rien en dehors de toi ; qu'elle mérite toute louange sans jamais s'y complaire ; qu'elle cherche à te rendre gloire, d'un cœur purifié dans un corps sanctifié ; qu'elle te craigne avec amour, et, par amour, qu'elle te serve. Et toi, Dieu toujours fidèle, sois sa fierté, sa joie et son amour ; sois pour elle consolation dans la peine, lumière dans le doute, recours dans l'injustice ; dans l'épreuve, sois sa patience; dans la pauvreté, sa richesse; dans la privation, sa nourriture; dans la maladie, sa guérison. En toi, qu'elle possède tout, puisque c'est toi qu'elle préfère à tout. Par Jésus Christ, ton Fils notre Seigneur et notre Dieu, qui règne avec toi et le Saint-Esprit, maintenant et pour les siècles des siècles".
Tous répondent alors : "Amen".

#### Remise des insignes de la consécration

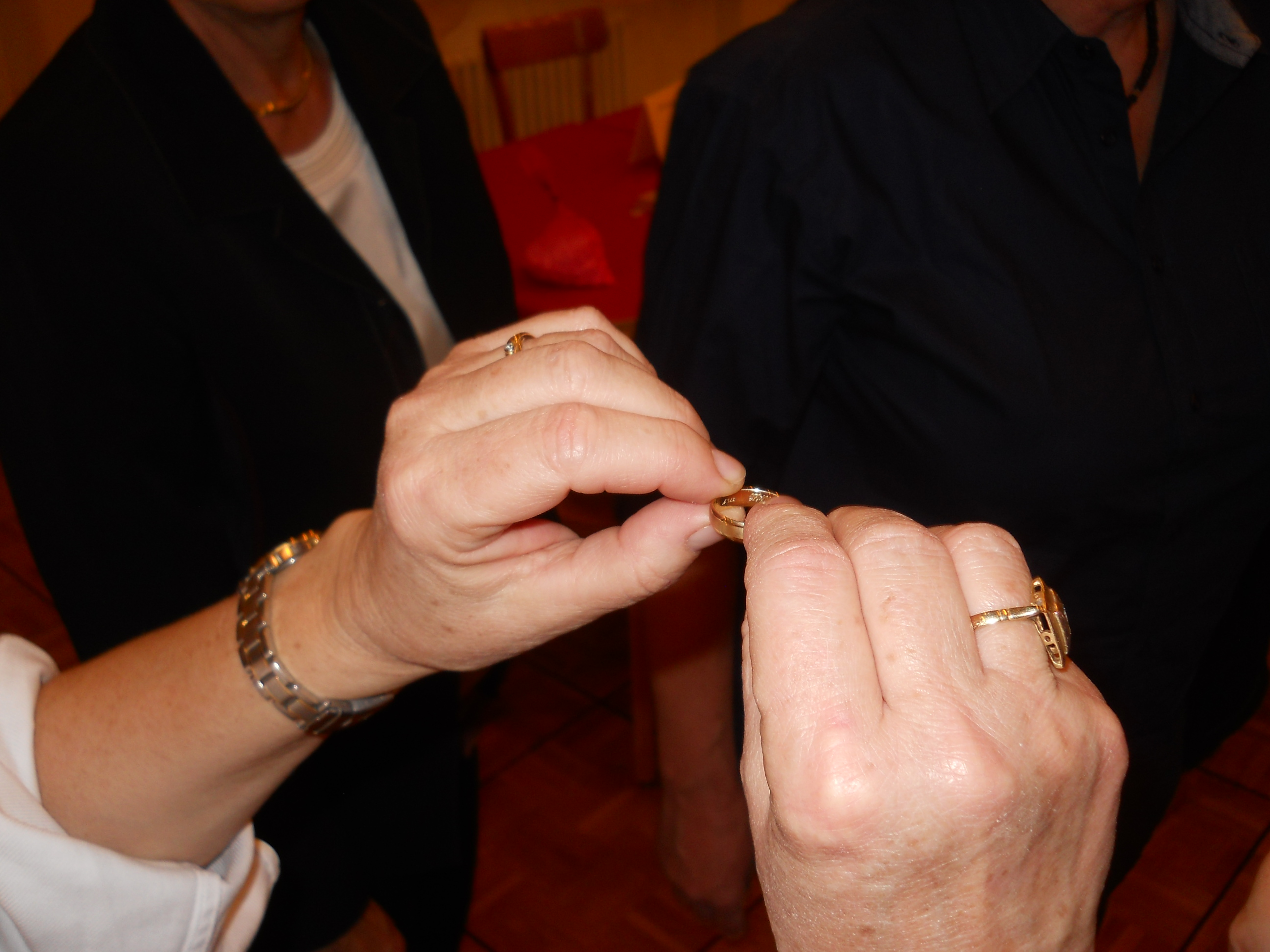
Anneau de consécration remis par l'évêque à une vierge consacrée.

Lors de la consécration des vierges, trois éléments sont obligatoirement remis, à savoir l'anneau, le livre de prière et la lumière. Toutefois, il est possible à la postulante de recevoir aussi un voile qu'elle portera ou non dans la vie quotidienne et ce, en fonction de ses besoins propres. De plus, d'autres formules et d'autres symboles peuvent être remis à la nouvelle vierge consacrée.
La nouvelle vierge consacrée s'avance alors vers l'évêque qui lui remet :
- le voile (si elle le désire) en disant : "NN., recevez ce voile, signe de votre consécration ; n'oubliez jamais que vous vous êtes vouée au service du Christ et de son corps, qui est l'Église". La consacrée répond : "Amen".
- l'anneau : "Recevez cet anneau, signe de votre union avec le Christ. Gardez une fidélité sans partage au Seigneur Jésus ; il vous introduira un jour dans la joie de l'alliance éternelle". La consacrée répond : "Amen".
- le livre de prière de l’Église : "Recevez le livre de la prière de l'Église. Ne cessez jamais de louer votre Dieu ni d'intercéder pour le salut du monde". La consacrée répond : "Amen".
- la Lumière : "Veillez, car vous ne savez ni le jour ni l'heure. Conservez avec soin la lumière de l'Évangile, et soyez toujours prête à aller à la rencontre de l'Époux qui vient". La consacrée répond : "Amen".

Cette partie de la célébration peut se conclure sur l'échange d'un geste d'amitié et de paix, puis tout le monde retourne à sa place pour célébrer la liturgie eucharistique.

#### Envoi
Après la prière de communion, la nouvelle consacrée s'avance vers l'autel et l'évêque prononce sur elle cette prière trinitaire : "Que Dieu notre Père vous garde toujours dans l'amour de la virginité qu'il a mis dans votre cœur". La consacrée répond : "Amen".
Puis l'évêque ajoute : "Que Jésus notre Seigneur, fidèle époux de celles qui lui sont consacrées, vous donne, par sa Parole, une vie heureuse et féconde". La consacrée répond : "Amen".
L'évêque prononce encore les paroles suivantes : "Que l'Esprit Saint, qui fut donné à la Vierge Marie et qui a consacré aujourd'hui votre cœur, vous anime de sa force pour le service de Dieu et de l'Église". La consacrée répond : "Amen".
Enfin, l'évêque bénit toute l'assemblée au moyen de la formule suivante (ou d'une autre laissée au choix du célébrant) : "Et vous qui avez participé à cette célébration, que Dieu tout puissant vous bénisse, le Père, le Fils et le Saint-Esprit". Tous répondent alors : "Amen".